# Єфер
Єфер (нім. Jever) — місто в Німеччині, розташоване в землі Нижня Саксонія. Районний центр району Фрисландія.
Площа — 42,13 км2. Населення становить 14 550 ос. (станом на 31 грудня 2021).